# Leucobrephos
Leucobrephos is een geslacht van vlinders van de familie spanners (Geometridae), uit de onderfamilie Archiearinae.

## Soorten
- L. brephoides Walker, 1857
- L. middendorfii (Menetries, 1858)
- L. mongolicum Vojnits, 1977
- L. ussuriensis Moltrecht, 1914